# Adolph Kirdorf
Adolph Kirdorf (auch Adolf; * 25. Juni 1845 in Mettmann; † 8. Juli 1923 in München) war ein deutscher Manager in der Montanindustrie.

## Leben und Wirken
Der Sohn des Webers Martin Kirdorf (1811–1847) und der Amalie Dickens (* 1811) und älterer Bruder des Industriellen Emil Kirdorf besuchte nach dem 1862 am Realgymnasium in Düsseldorf abgelegten Abitur die Webschule in Mülheim am Rhein, um nach dem frühen Tod des Vaters die Handweberei Burberg & Kirdorf in Mettmann zu übernehmen, die zwischenzeitlich von einem Onkel geführt wurde. Dazu kam es jedoch nicht mehr, da das Unternehmen 1870 in Konkurs ging, weil die Leitung den für einen wirtschaftlichen Aufschwung erforderlichen Anschluss an die in den 1860er Jahren einsetzende Mechanisierung verpasst hatte. Auf Grund dieser negativen Entwicklung hatte Adolphs Onkel den Freitod gewählt.
Stattdessen übernahm Kirdorf eine Stelle als technischer Direktor bei der mechanischen Weberei Simons & Frowein in Leichlingen und anschließend bei der Dortmunder Union, wo er auch Prokura erhielt. Im Jahr 1875 berief man ihn schließlich zum kaufmännischen Leiter des Aachener Hütten-Aktien-Vereins Rothe Erde, um diesen nach der Gründerkrise und mehrfachem Besitzerwechsel neu aufzustellen und zu sanieren.
Nachdem bereits zwei Jahre vor seinem Dienstantritt in Aachen das Bessemer-Verfahren eingeführt worden war, setzte Kirdorf die weitere Modernisierung des Mischbetriebs konsequent fort. Neben dem weiterhin bestehenden Siemens-Martin-Ofen wurde im Jahr 1880 auf seine Initiative hin vom Aachener Hütten-Aktien-Verein als eine der ersten Hütten in Deutschland die Stahlproduktion nach dem Thomas-Verfahren aufgenommen. Da es in Rothe Erde keine Hochöfen gab, in denen das Eisenerz zu Roheisen verhüttet werden konnte, erwarb Kirdorf ab 1892 zu diesem Zweck mehrere Hochofenwerke und Zechenbetriebe sowohl in Esch-sur-Alzette in Luxemburg, das zum Gebiet des Deutschen Zollvereins gehörte, als auch in der Gemeinde Audun-le-Tiche / Deutschoth in Lothringen, das seit 1871 Teil des Deutschen Reichs war. Die benötigte Kohle- und Koksmengen erhielt er von der Gelsenkirchener Bergwerks-AG, wo sein Bruder Emil zu jener Zeit ebenfalls als kaufmännischer Direktor tätig war. Kirdorfs Strategie zahlte sich aus und bis 1887 nahm der Aachener Hütten-Aktien-Verein mit einer Rohstahlerzeugung von rund 500.000 Tonnen den ersten Platz unter den deutschen Stahlwerken ein und steigerte dieses Ergebnis bis 1890 auf über eine Million Tonnen Rohstahl.
Im Jahr 1904 gehörte Adolph Kirdorf zu den Mitbegründern des Stahlwerksverbands in Düsseldorf, der zum Ziel hatte, die heterogene Produktion der eisenverarbeitenden Industrie in einem Wirtschaftskartell beziehungsweise Syndikat zusammenzuschließen und der infolgedessen zusammen mit dem oberschlesischen Stahlwerksverband die gesamte deutsche und luxemburgische Stahlindustrie beherrschte. Dieser vertrat somit unter anderem auch die Interessen des Aachener Hütten-Aktien-Vereins. Weiterhin ging Kirdorf zusammen mit dem Schalker Gruben- und Hüttenverein zum 1. Januar 1905 eine Interessengemeinschaft ein, die schließlich im Jahr 1907 in einer formalen Fusion unter dem Dach der Gelsenkirchener Bergwerks-AG mündete, wo sein Bruder Emil mittlerweile zum Generaldirektor aufgestiegen war. Im Jahr 1906 veranlasste Adolph Kirdorf die Angliederung der Eschweiler Drahtfabrik an den Aachener Hütten-Aktien-Verein, da diese in jenem Jahr durch ein Hochwasser der Inde schwer beschädigt worden war. Schließlich begann er im Jahr 1910, wiederum zusammen mit seinem Bruder, noch die nach ihnen benannte Adolf-Emil-Hütte im luxemburgischen Esch-sur-Alzette zu errichten, um mit den lothringisch-luxemburgischen Erzvorräten weiter in der Stahlindustrie zu expandieren. Diese 1912 fertiggestellte Hütte galt als eine der modernsten Anlagen ihrer Zeit. Damit gehörte der Aachener Hütten-Aktien-Verein mit mittlerweile elf Hochöfen neben der einheimischen Arbed mit 15 Hochöfen und der Deutsch-Luxemburgischen Bergwerks- und Hütten-AG mit neun Hochöfen nunmehr auch zu den bedeutendsten Unternehmen der Schwerindustrie in Luxemburg.
Nach dem Ersten Weltkrieg und dem damit verbundenen Zusammenbruch der Rohstoffversorgung sowohl auf Grund des Wegbrechens der Hütten und Zechen in Lothringen und des Austritts Luxemburgs aus dem Deutschen Zollverein als auch durch den Verlust der Absatzmärkte im Osten Deutschlands durch die Alliierte Rheinlandbesetzung war Kirdorf gezwungen, sein Unternehmen an das französisch-belgisch-luxemburgische Konsortium Société Métallurgique des Terres Rouges unter Führung des Luxemburger Stahlkonzerns Arbed zu verkaufen.
Adolph Kirdorf, dessen Verantwortungsbewusstsein geprägt war durch den frühen Tod seines Vaters und den Bankrott des väterlichen Unternehmens, befürwortete stets eine Politik des sozialen Ausgleichs. Der soziale Friede und ein offenes Verhältnis zu seiner Arbeiterschaft war für ihn, der sich politisch der Nationalliberalen Partei zugeneigt fühlte, die Basis für eine erfolgreiche Entwicklung seines Unternehmens.
Für seine Verdienste wurde Kirdorf zum Geheimen Kommerzienrat ernannt und im Jahr 1912 mit der Ehrendoktorwürde (als Dr.-Ing. E. h.) der RWTH Aachen geehrt.
Adolph Kirdorf fand seine letzte Ruhestätte auf dem Heißbergfriedhof Burtscheid/Aachen.

„In München starb im Alter von 79 Jahren der Geheime Kommerzienrat Dr.-Ing. Adolf Kirdorf, eine führende Persönlichkeit der deutschen Industrie. Er war Ehrenvorsitzender des Stahlwerksverbandes und Vorsitzender und Mitglied zahlreicher industrieller Gesellschaften. Adolf Kirdorf hat im letzten Vierteljahrhundert in der Industrie Deutschlands eine führende Rolle gehabt. Er war einer der Gründer des Stahlwerksverbandes und hat diesen während seiner wechselnden Schicksale stets mit Umsicht und Energie geleitet. Auch während des Krieges war er bestrebt, durch Zusammenfassung der Kräfte die größtmöglichste Leistung der Eisenindustrie für Kriegszwecke zu erzielen.“

## Familie
Adolph Kirdorf war in erster Ehe verheiratet mit Klara (1853–1906) und in zweiter Ehe mit Emma Hoesch (1856–1932), beides Töchter des Dürener Papierfabrikanten Matthias Eberhard Ludolf Hoesch (1818–1868), einem Sohn von Ludolf Matthias Hoesch. Mit Klara hatte er den Sohn Max (1878–1923), der ebenfalls in der Montanindustrie tätig war, aber einen Monat vor seinem Vater starb, sowie zwei Töchter. Von diesen heiratete Adele (* 10. Dezember 1885) zunächst Eduard Honigmann (1872–1916), Sohn des Bergwerkbesitzers Friedrich Honigmann, und in zweiter Ehe den General der Flieger Gustav Kastner-Kirdorf (1881–1945).